# Basilique Saint-Eustache de Rome
Cette basilique Saint-Eustache (en italien : basilica di Sant'Eustachio) est une église romaine située dans le rione Sant'Eustachio sur la via Santa Maria in Monterone. Elle est dédiée au martyr romain Eustache; qui donna son nom au quartier.

## Historique
Les origines de l'église remontent au VIIIe siècle, avec une mention établie[pas clair] en 795 sous le pontificat de Léon III. Elle s'appelle alors Sant'Eustachio in platana, en référence au platane présent dans la cour de la maison du martyr Eustache de Rome. L'empereur Constantin Ier aurait fait construire sur le lieu de son martyre le premier oratoire, situé ad Pantheon in regione nona (« près du Panthéon, dans la neuvième région ») ou encore iuxta templum Agrippae (« tout près du temple d'Agrippa »). Vers 1195, le pape Célestin III fait totalement reconstruire l'édifice, dont il reste de nos jours le campanile. À la fin du XVIe siècle, la basilique est le lieu de prière favori de Philippe Néri.
Aux XVIIe siècle et XVIIIe siècle, l'ensemble des structures médiévales de l'église sont détruites et reconstruites par l'architecte Cesare Corvara (it) de 1701 à 1703, ainsi que par Giovanni Battista Contini (it), qui réalise les chapelles latérales et le portique, et Antonio Canevari, Niccolò Salvi et Giovanni Domenico Navone, qui créent l'abside et le transept. Diverses restaurations ont eu lieu au fil des siècles, notamment en raison de crues du Tibre.
Depuis le VIIe siècle, la basilique abrite le titre cardinalice Sant'Eustachio.

## Architecture et décorations
La façade, œuvre de Cesare Corvara (it), est sur deux niveaux. La section basse présente quatre pilastres et deux colonnes (décorées de chapiteaux d'ordre ionique et de têtes de cerf) qui ouvrent sur un portique de Contini. La section supérieure, en retrait par rapport à la basse, est soutenue par quatre pilastres avec une large fenêtre au centre, deux niches latérales en forme de coquille, et une corniche. Le sommet du fronton triangulaire est décoré d'une tête de cerf, sculpture de Paolo Morelli, avec une croix rappelant la vision qu'aurait eue Eustache lors d'une battue de chasse et qui fut à l'origine de sa conversion au christianisme. Le campanile latéral, de style roman, fut érigé vers 1090 pour sa partie basse et à la fin du siècle suivant pour sa partie haute.
L'intérieur de la basilique a un plan classique de croix latine, avec une seule nef, et trois colonnes de marbre par côté séparant trois chapelles qui sont dédiées à gauche à saint Julien l'Hospitalier, à L'Archange Saint Michel (œuvre d'Alessandro Speroni exécutée de 1716 à 1719), et au Cœur immaculé de Marie, et à droite à la Sacrée Famille, à L'Annonciation et au Sacré-Cœur de Jésus (œuvre de Corrado Mezzana (it)). La contrefaçade abrite un orgue du XVIIIe siècle de Johannes Konrad Woerle. Le bras droit du transept abrite deux tableaux de Giacomo Zoboli, La Visitation (1737) et Saint Jérôme.
Le maître-autel en bronze et marbre polychrome de 1739 est de Niccolò Salvi et en 1749 Ferdinando Fuga y ajoute un baldaquin. Il abrite des peintures de Giovanni Bigatti, Francesco Ferdinandi (Martyre de Saint-Eustache), Pietro Gagliardi, Ottavio Leoni, Étienne de La Vallée-Poussin, Tommaso Conca et Biagio Puccini. Le chœur et la sacristie de la basilique sont de Giovanni Moscati (sur des dessins d'Antonio Canevari). 

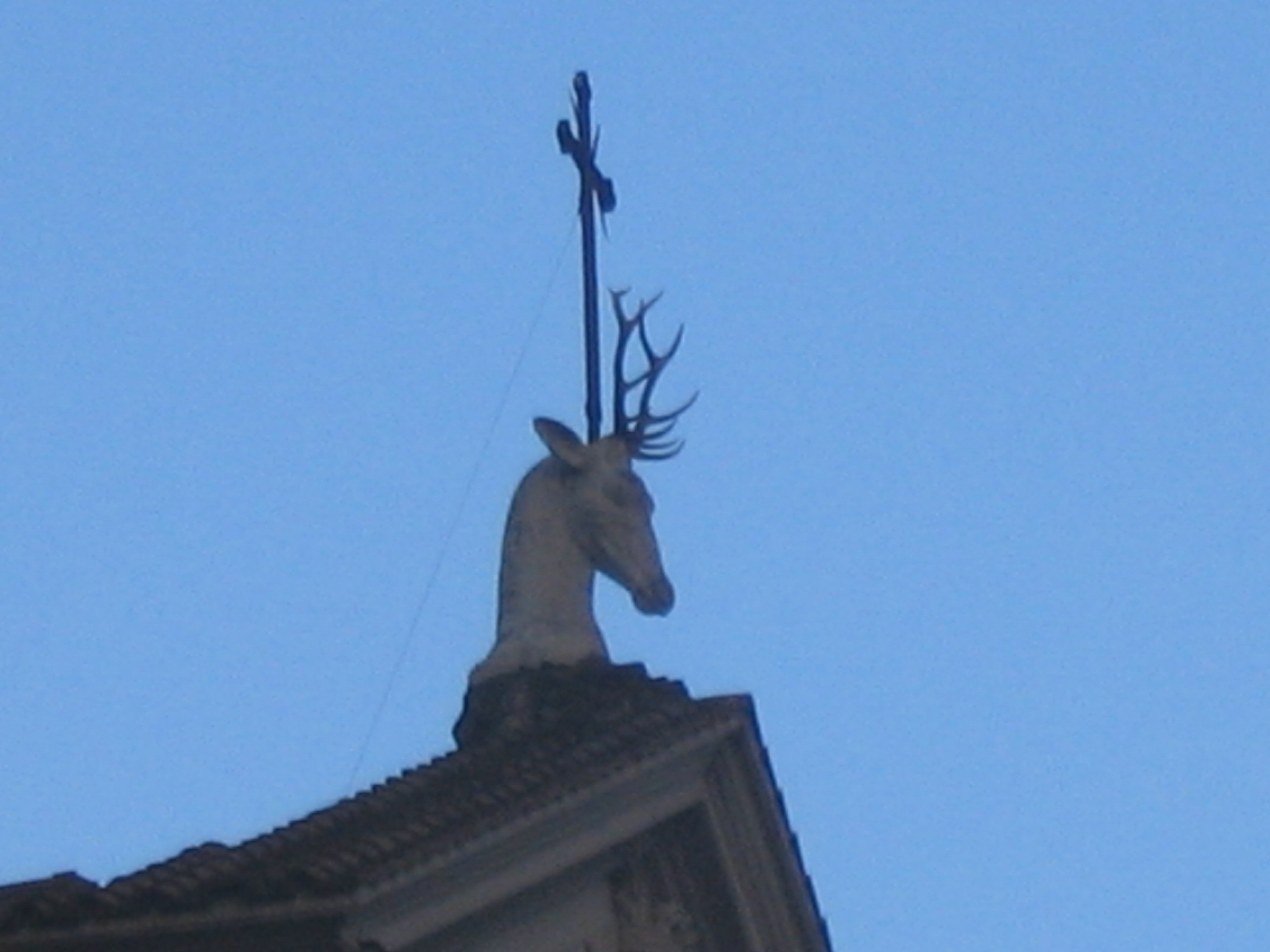
Tête de cerf sur le sommet de la basilique, symbole d'Eustache.
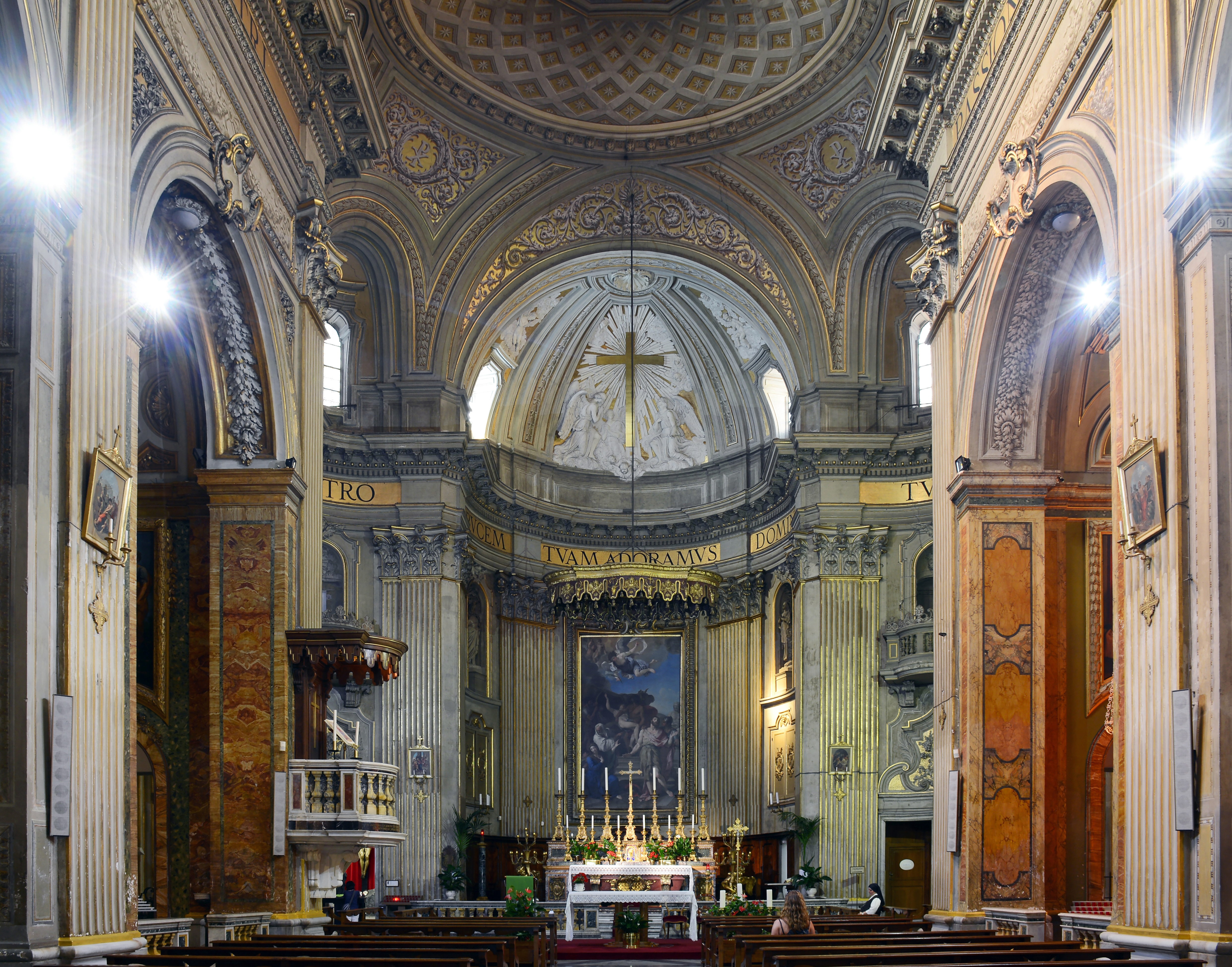
Chœur et maître-autel.
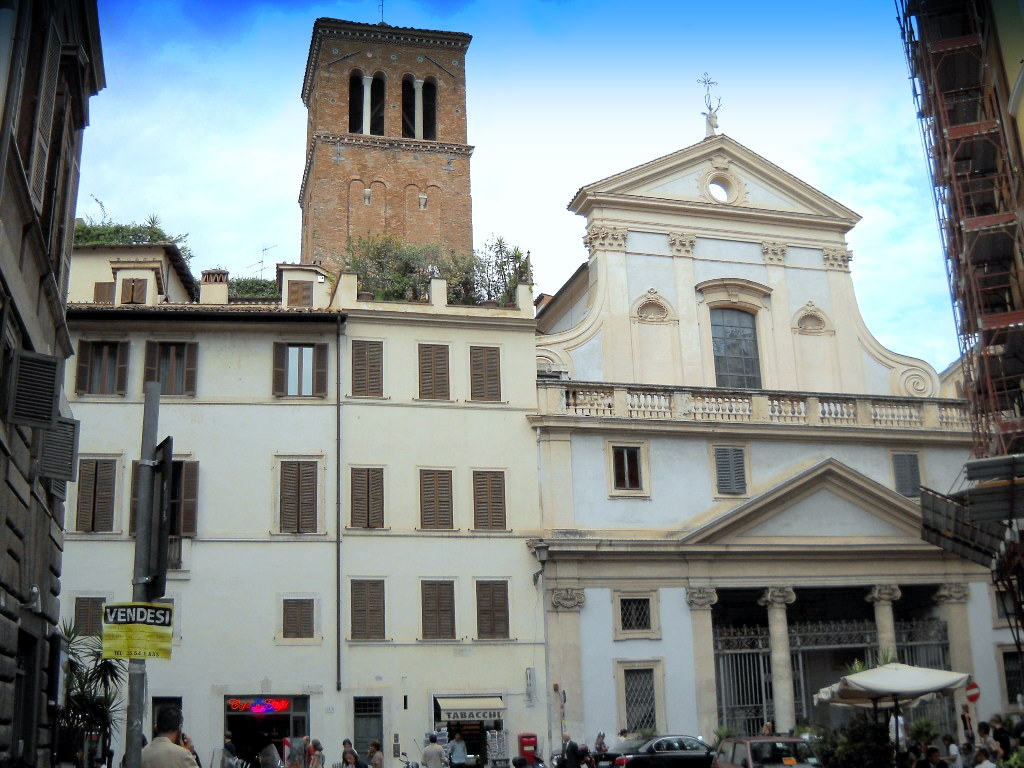
Vue de l'ensemble, avec le petit campanile roman.